# کامینکه
کامینکه (به آلمانی: Kamminke) یک شهر در آلمان است که در فرپومرن-گرایفسوالد واقع شده‌است. کامینکه ۲۹۲ نفر جمعیت دارد.